# Pyramid Island
Pyramid Island is een klein onbewoond eilandje behorende tot de Rat Islands, een subgroep van de Aleoeten van Alaska. Het eiland ligt tussen Khvostof Island en Davidof Island en heeft een hoogste punt van 164 meter boven zeespiegel. 
Pyramid Island is net als de omliggende eilanden Davidof Island, Lopy Island en Khvostof Island een restant van een vulkaan die in het Tertiair explodeerde als gevolg van een uitbarsting. Het eiland is Pyramid Island genoemd in 1935 door de bemanning van U.S.S. Oglala. De naam refereert aan de vorm van het eiland.